# Ukrajinska vojna mornarica
Ukrajinska mornarica (ukrajinsko Військово-морські сили Збройних сил України) je veja oboroženih sil Ukrajine, namenjenih zaščiti suverenosti in državnih interesov Ukrajine na morju ter bojevanju sovražnih vojaških in pomorskih sil.